# Dragons traversant la Saône à la nage
Dragons traversant la Saône à la nage je francouzský němý film z roku 1896. Režiséry jsou bratři Lumièrové.

## Děj
Film zachycuje přebrození polonahých dragounů s koňmi přes burgundskou řeku Saôna. Nejdřív do řeky vstoupí 4 muži, pak je následuje dalších 7. Na druhém břehu je vidět provizorní molo a kousek od něj tábor. Někteří muži na druhém břehu přebrození přihlížejí, jiní ho ignorují.